# São Gonçalo do Amarante (ort i Brasilien, Ceará, São Gonçalo do Amarante, lat -3,61, long -38,97)
São Gonçalo do Amarante är en ort i Brasilien.   Den ligger i kommunen São Gonçalo do Amarante och delstaten Ceará, i den östra delen av landet, 1 700 km nordost om huvudstaden Brasília. São Gonçalo do Amarante ligger 23 meter över havet och antalet invånare är 23 583.
Terrängen runt São Gonçalo do Amarante är mycket platt. São Gonçalo do Amarante är det största samhället i trakten. 
Omgivningarna runt São Gonçalo do Amarante är huvudsakligen savann. Runt São Gonçalo do Amarante är det ganska glesbefolkat, med 38 invånare per kvadratkilometer.